# Outsider (rappeur)
Pour les articles homonymes, voir Outsider (homonymie).
Shin Ok-cheol (hangeul : 신옥철; né le 21 mars 1983), connu sous son nom de scène Outsider (hangeul : 아웃사이더), est un rappeur sud-coréen. Il est connu pour son rap rapide, il est en effet capable de rapper 21 syllabes par seconde. En juillet 2013, après un conflit l'opposant au label de MC Sniper, Sniper Sound, Outsider quitte le label et signe avec ASSA.

## Biographie

### Découverte etSoliloquist(2004–2008)
En 2004, Outsider commence sa carrière en tant que rappeur underground et gagne en succès avec son premier EP Come Outside. Il sort son premier single Speed Star en 2006 et fait la promotion du morceau titre Motivation dans l'émission de variété de SBS The Truth Game. Son débit rapide impressionne la légende du hip-hop sud-coréen MC Sniper, qui signe Outsider sous son label Sniper Sound. Le 25 octobre 2007, Outsider sort son premier album studio intitulé Soliloquist.

### Maestroet succès (2008–2009)
Après une pause d'un an, Outsider sort son deuxième album Maestro le 1er juin 2009. Le morceau titre Loner tient la première place dans les classements Mnet et MelOn pendant plus de cinq semaines, faisant d'Outsider le rappeur ayant atteint la première place de classements musicaux coréens le plus rapidement. Outsider a performé sur les plateaux de MBC, SBS, KBS, Mnet et apparait dans Le Prince des étoiles de SBS en tant qu'invité spécial. Après que la promotion de Loner soit terminée, il commence à faire celle d'une autre piste de l'album, nommée My Youth Confession ; la chanson est un succès. Outsider travaille avec des rappeurs underground tels que MC Sniper, L.E.O, Illnit, DJ R2, Bae Chi Gi, Dok2 et d'autres encore. Il fait aussi une performance spéciale aux côtés du chanteur K.Will.

### Vol. 2.5 The Outsider,Heroet service militaire (2010–2012)
Après une courte pause, il revient le 2 mars 2010 pour sortir un EP nommé Vol. 2.5 The Outsider ainsi qu'un vidéoclip pour le single de l'album, Acquaintance (주변인), dans lequel Outsider revisite le son de Loner, qui mélange du hip-hop à du classical edge. Durant cette période, il gagne en publicité grâce à sa reprise de Lies de Big Bang. Il figure dans un single de charité appelé Faddy Robot Foundation avec Vasco, Verbal Jint, Sangchu, Yong Junhyung, Joosuc, Hyuna et Zico.
Le 21 octobre 2010, il sort son troisième album nommé Hero avec deux singles ; 주인공 (Hero) en featuring avec son collègue de label LMNOP, et Attitude Needed When Breaking Up (이별할 때 필요한 자세) en featuring avec Kuan de All That. L'album récolte un certain succès, malgré son absence de vidéoclip et son petit nombre de performances faisant la promotion de l'album. La chanson Hero atteint la 7e place du Mnet Single Charts, la 5e du MelOn, et la 4e du prestigieux Gaon Chart. Le 21 décembre 2010, Outsider part faire son service militaire obligatoire. Il le termine le 24 septembre 2012.
Outsider se marié le 31 mars 2012 au Seoul's Gangnam Imperial Palace Hotel. Sa femme est directrice d'une troupe de danse et est PDG d'une entreprise de contenus culturels.

### Rebirth Outsideret conflit avec Sniper Sound (depuis 2013)
En juin 2013, après une pause de trois ans, Outsider annonce qu'il compte sortir son quatrième album studio en juillet. Le 25 juin 2013, Outsider pré-sort le single Crying Bird en featuring avec Lee Soo Young.
Le 4 juillet 2013, Outsider fait un procès contre Sniper Sound pour des problèmes financiers. Dans une sortie de presse, Outsider déclare qu'il n'avait jamais reçu un paiement correct ou un crédit pour ses activités et ses droits d'auteur. Sniper Sound répond en disant à Outsider d'arrêter ses activités. Le conflit éclate lorsque les fans se sont retrouvés dans l'incapacité d'acheter les chansons d'Outsider datant de 2007-2010 sorties sous le label de MC Sniper car celles-ci n'étaient plus disponibles.
Le 22 juillet 2013, malgré le conflit entre lui et son ex-label, Outsider fait son premier comeback officiel depuis son service militaire avec le mini-album Rebirth Outsider sous son propre label ASSA Communication. La piste principale de l'album "Bye U" est en featuring avec G.O. de MBLAQ, ce qui en fera la première collaboration avec une idole pour Outsider. On retrouve sur cet album San E, la rappeuse Tymee (anciennement E.via) et d'autres.

## Discographie

### Albums studio
| Titre               | Détails sur l'album                                          | Meilleure position | Réf.   |
| Titre               | Détails sur l'album                                          | COR                | Réf.   |
| ------------------- | ------------------------------------------------------------ | ------------------ | ------ |
| Soliloquist         | - Date de sortie : 25 octobre 2007 - Label : Sniper Sound    | pas de données     |        |
| Maestro             | - Date de sortie : 1er juin 2009 - Label : Sniper Sound      | pas de données     |        |
| The Outsider        | - Date de sortie : 2 mars 2010 - Label : Sniper Sound        | 6                  | [ 19 ] |
| Hero                | - Date de sortie : 21 octobre 2010 - Label : Sniper Sound    | 7                  | [ 20 ] |
| Pride and Prejudice | - Date de sortie : 12 mars 2015 - Label : ASSA Communication | 41                 | [ 21 ] |

### EP
| Titre            | Détails sur l'album                                             | Meilleure position | Réf.   |
| Titre            | Détails sur l'album                                             | COR                | Réf.   |
| ---------------- | --------------------------------------------------------------- | ------------------ | ------ |
| Come Outside     | - Date de sortie : 6 janvier 2004 - Label : OGAM Entertainment  | pas de données     |        |
| Rebirth Outsider | - Date de sortie : 23 juillet 2013 - Label : ASSA Communication | 6                  | [ 22 ] |

### Singles
| Titre                                    | Année | Meilleure position | Réf.   |
| Titre                                    | Année | COR                | Réf.   |
| ---------------------------------------- | ----- | ------------------ | ------ |
| Speed Star                               | 2006  | pas de données     |        |
| Please Don't Go (avec San E & Chang-min) | 2011  | 14                 | [ 23 ] |
| 슬피 우는 새 (feat. Lee Soo-young)       | 2013  | 7                  | [ 24 ] |
| "희망고문"                               | 2013  | 63                 | [ 25 ] |
| Hand                                     | 2014  | 25                 | [ 26 ] |
| 날씨가 좋아 (avec RapStar)               | 2014  | —                  |        |
| Star Warz (avec Twista)                  | 2015  | —                  |        |
| Tattoo (feat. Navi)                      | 2015  | 70                 | [ 27 ] |
| Cloud (feat. Mellow)                     | 2015  | —                  |        |
| 피고 지는 날들 (feat. 라뮤즈)            | 2016  | —                  |        |
| 엘팬의 북소리 (avec Tymee)               | 2016  | —                  |        |

## Distinctions

### Mnet Asian Music Awards
| Année | Catégorie                     | Travail nommé | Résultat   |
| ----- | ----------------------------- | ------------- | ---------- |
| 2009  | Meilleure performance hip-hop | Loner         | Nomination |
| 2010  | Meilleure performance rap     | Outsider      | Nomination |